# انفجار بزرگ (فیلم ۲۰۱۱)
انفجار بزرگ (انگلیسی: The Big Bang) یک فیلم سینمایی آمریکایی در ژانر فیلم اکشن محصول سال ۲۰۱۱ میلادی به کارگردانی تونی کرانتز با بازی آنتونیو باندراس و سیه‌نا گیلری است.  

## بازیگران
- آنتونیو باندراس
- سیه‌نا گیلری
- توماس کرتشمن
- آتم ریسر
- جیمز ون در بیک
- اسنوپ داگ
- بیل دوک
- دلروی لیندو
- ویلیام فیکنر
- سام الیوت
- ربکا میدر
- رابرت مایلیت
- جیمی سیمپسون
- ویلیام مارلو [۳]